# The River Pirates (film 1913)
The River Pirates è un cortometraggio muto del 1913 diretto da J.P. McGowan. Prodotto dalla Kalem e distribuito dalla General Film Company, aveva come interpreti James B. Ross, Irene Boyle, Robert G. Vignola, Henry Hallam, Harry Millarde, James Vincent.

## Trama
Trama in (EN)  di Moving Picture World  su IMDb

## Produzione
Il film fu prodotto dalla Kalem Company.

## Distribuzione
Distribuito dalla General Film Company, il film - un cortometraggio di una bobina - uscì nelle sale cinematografiche degli Stati Uniti 10 maggio 1913.